# Bacilos (album)
Bacilos è il primo album in studio dal gruppo musicale Bacilos pubblicato il 23 maggio del 2000 sotto l'etichetta della Warner Music Group.
L'album riprende diverse tracce dall'album precedente Madera, il quale non aveva un'etichetta discografica.

## Tracce
1. Manchados de Amor
2. Tabaco y Chanel
3. Bésela Ya
4. Soledad
5. Cuestión de Madera
6. Lo Mismo Que Yo
7. Crónica
8. Ahí Va la Madera
9. Más Allá
10. Como Querer